# Узово
Узово е село в Североизточна България. То се намира в община Генерал-Тошево, област Добрич.

## География
Намира се в Южна Добруджа, на 21 км от град Генерал Тошево.

## История
Според различни документи името на днешното село се среща още през 1145 година, 1411, 1526, 1573, 1732 и последното през 1873 година като Кючук Узкьой, Огуз Куюсу, Огузлар и Огузлий, което ще рече, че селото съществува още преди 863 години.
През 1873 годината селото се намира като Огузлар с петнадетесет мюсюлмански къщи.
От 27.06.1942 година, когато се променят имената на много селища, селото се именува на Узово и остава така до днес. За произхода на името на селото има различни версии, като според народностния състав на първите заселници – „узи“, а според поминъка – земеделие и животновъдство от турската дума „Узлар“, която се разбира като „можещ във всички занаяти“.
През цялото съществуване на селото то не е надвишавало население повече от 250 жители, но днес по списък има 26 жители, от които само 12 живеещи в селото.
Първите заселници в селото след Руско-Турската война (1879 г.) са Драган Желев със сина си Койо, Иван Петров – Картала, придошъл от днешното село Рилци с тримата си синове Тодор, Кольо и Георги, Иван Георгиев – Капрала с братята си Димитър и Атанас. От Алийчкой (Плачидол) идват братята Ради и Янаки Христови. По-късно следват заселниците Стефан Делев, Върбан Христов, Желю Ганев от Пчеларово. От други места идват Димитър Денчев, Злати и Ганю Кулеви, Милан Димитров, Добри Семерджиев и др.

Жителите на село Узово са дали и своя кръвен данък към родината си. През 1916 г. при освобождаването на Южна Добруджа от първата румънска окупация оттеглящите се войски на завоевателя отвличат на север 20 мъже от Узово, на възраст от 15 до 50 години. Неколцина от тях никога не се завръщат и оставят костите си в пленническите лагери в Молдова.

Селището е едно от малкото в Добруджа, в които не са заселвани румънски колонисти.

## Население
Преброяване на населението през 2011 г.
Численост и дял на етническите групи според преброяването на населението през 2011 г.:
|                     | Численост | Дял (в %) |
| Общо                | 15        | 100,00    |
| Българи             | 9         | 60        |
| Турци               | 5         | 33,33     |
| Цигани              | 0         | 0,00      |
| Други               | 0         | 0,00      |
| Не се самоопределят | 0         | 0,00      |
| Неотговорили        | 0         | 0,00      |

## Икономика
В селото се е развивало добре земеделието като още през ранната 1912 година е имало 34 собственици на 810 хектара земя, която се обработва от 24 плуга, 12 жетварки, 6 сноповързачки, 1 вършачка, 40 каруци, 115 коня, 88 вола, 64 крави и 166 души.

## Културни и природни забележителности
В малкото селце е имало училище, създадено през 1895 година, когато Бончо Величков, баща на 7 деца дарява голяма къща и 5\6 декара двор, за да се отвори училището. Новата сграда на училището съществува и е построена през 1910 г. само за една година. Първата учителка е била Минка Георгиева от Русе. По време на първата румънска окупация за заличени всички учебни помагала използвани до момента, но в семейната библиотека на Веселин Бончев са запазени три книги, които носят син печат с надпис „Основно и Начално училище с. Узлъръ, Добричка околия“, като в средата са образите на Св. братя Кирил и Методий.
С връщането на Южна Добруджа през 1940 година от Румъния в село Узово са възобновени учебните занятия.

В Узово са съхранили автентичната архитектура на част от жилищните сгради. В самото начало на селото може да се види уникално запазена къща. Тя е във вида, в който са строени жилищата на първите българи, заселили се по тия места. Наследниците на друг от първите заселници – Жельо Ганев, са съхранили автентичната архитектура на арабските къщи – ниска тухлена постройка с една голяма одая и няколко спомагателни помещения.

### По-важни общоселски срещи
- Среща в чест на 1300 години България в село Узово през 1981 г., съпроводена с конни състезания, футбол на малки вратички и други;
- Среща на узовци в Добрич на 8 март 2007 г. по повод 112 години от създаването на училище в село Узово;
- На 22 юни 2008 г. селото празнува 130 г. от съществуването си;
- На 20 юли 2013 г. с общоселски празник е отбелязана 135-ата годишнина на селото.

## Личности
- Знаят се и имената на първите учители – Иван Касабов, Мошлев, Константин Пандов, Фроса Константинова[4].
- Синът на един от първите заселници Жельо Ганев – Ганьо Желев е бил преследван от комунистическия режим. Избран за депутат от БЗНС, след ареста на Никола Петков през юни 1947 година е интерниран. Лежал е в лагерите на остров Белене и на остров Болшевик (Света Анастасия).
- От 1940/1947 година в училищното настоятелство са участвали като представители Стоян Златев, Недю Павлов, Аврам Йорданов, Димитър Вълков и др.
- Тодор Аврамов, син на Аврам Йорданов, радетел за изучаване на родовата памет и нейното съхранение, направил редица проучвания на факти, свързани с историята на село Узово, деен организатор на срещите на узовци в края на 20-и и началото на 21 век
- Веселин Бончев – правнук на Бончо Великов, педагог и общественик, автор на краеведски проучвания, включващи и историята на село Узово
- От създаването на Узово в селото е имало десетима кметски наместника: 1910 година Бончо Великов, 1951 година – Стефан Добрев Семерджиев, 1952 до 1958 Стоян Златев, следват: Аврам Йорданов, Атанас Драганов, Продан Димитров, Димитър Желев, Добромир Славов, Тодорка Йорданова и днешният кметски наместник на селото Тодоринка Тодорова.